# Æggestok
Æggestokken (ovariet) er det organ i kvindens forplantningssystem der producerer, opbevarer og frigiver modne ægceller. Æggestokken er fælles for alle hvirveldyr hvor de altid findes i par. Æggestokken svarer til testiklerne på mænd, og tilsammen betegnes de gonader.

## Struktur
En kvindes (menneske) æggestokke er små knudrede kirtler, ovale og omkring 3 cm x 1.5 cm x 1.5 cm i størrelse, og er nogenlunde mandelformede. De har en ujævn overflade og kan i udseende og størrelse minde lidt om et par store mandler. De er betydeligt mindre inden puberteten, hvori de får en kraftig vækstperiode. Deres størrelse aftager efter slutning af puberteten langsomt grundet aldersatrofi.

### Ekstern struktur
Udvendigt er æggestokkene hvidlige og enten glatte, hos barnet og den ældre, eller puklede hos den voksne kvinde. Puklerne skyldes at der i det modne ovarie dannes Graafske follikler, som efter ægløsning bliver til de hormonproducerende corpus luteum. Hvis ægget ikke befrugtes tilbagedannes corpus luteum til et lille bindevævslegeme, corpus albicans, som forbliver som et nærmest ar inde i æggestokken. Disse ar kan forekomme langs overfladen af æggestokken, hvilket giver den puklede overflade.
Overfladerne og kanterne på ydersiden af æggestokken deles ind i en forflade og en bagflade, samt to kanter der løber imellem disse flader (margo liber posteriort og margo mesovaricus anteriort), og to poler, en øvre og en nedre pol. Æggestokkenes kar og nerveforsyning træder ind i vævet igennem margo mesovaricus, iggennem nogle huller kaldt hilum ovarii.

### Intern struktur
Æggestokkene består af en ydre cortex ovarii, som omgiver en rigt forsynet marv som indeholder de egentlige ægceller. Ægcellerne er ikke i sig selv synlige med det blotte øje, men de follikler som de modnes i, de Graafske follikler, er synlige som små prikker på størrelse med en knappenål (15-20mm diameter) i et tværskåren ovarie. Ligeledes kan de ægløse corpus luteum observeres som lidt mindre gullige prikker, med en diameter på omkring 10-15mm.
Hvis kvinden bliver gravid, svulmer corpus luteum op til en størrelse på 20-30mm.

### Beliggenhed
Æggestokkene ligger, sammen med livmoderen, normalt i den nederste del af bækkenet. Her kan den findes i vinklen imellem arteria iliaca externa et interna, anteriort for urinlederen. Den ligger lateralt ud til siden for selveste livmoderen, opad den bughinde-beklædte bækkenvæg. Æggestokkene danner i bækkenvæggen en lille fordybning imellem ureter og arteria iliaca externa; fossa ovarica. Ligesom livmoderen er æggestokkene også mobile, og bevæger sig under graviditet opad til cavitas abdominalis propria (i bughulen).
Ovarierne er også løst bundet generelt, og især deres højdemæssige lokation kan variere enormt. De kan endda findes så langt tilbage som excavatio rectouterina, og kan også sjældent helt forlade bughulen via brok.

#### Relationer
Æggestokkene har selvfølgelig som regel en tæt beliggenhed til livmoderen, som den fastbundet til via æggelederne og ligamentum ovarii proprium. Æggelederne bevæger sig fra livmoderen langs forkanten, margo mesovaricus, af æggestokkene, og kroger derefter omkring for at tilhæfte sig æggestokkens øvre pol via dens største af æggeleder tuberne, benævnt fimbria ovarica. Resten af æggelederen samler sig på overfladen af den øvre pol i en trevlet masse benævnt fimbriae. Ligamentum ovarii proprium hænger imellem æggestokkens nedre pol og corpus uterii.

## Funktion

### Ægproduktion
Æggestokkene producerer og lagrer de kvindelige æg. Æggene bliver produceret allerede i fosterstadiet, og ved fødslen vil der være alle de æg der vil være til rådighed gennem hele livet. Fra tiden hvor pigen bliver kønsmoden vil æggene regelmæssigt modne og frigivet fra æggestokkene (ved ægløsning) og bevæge sig ned gennem æggelederne hvor de vil være til rådighed for befrugtning af mandens sæd.

### Hormon udskillelse
Æggestokkene fungerer også som endokrine kirtler ved at producere forskellige kønshormoner, primært østrogen og progesteron. Denne hormonudskilning øges ved tilstedeværelsen af corpus luteum i marven af æggestokkene efter ægløsning (og ved graviditet).

## Klinisk betydning
Æggestokkene er del af både forplantningssystemet og det endokrine system, og sygdommene koblet til den er ligeledes forskelligt fordelt iblandt disse to systemer.
En af de mest almindelige problemer i æggestokkene er dannelse af små ovariecyster, som dannes når den Graafske follikel ikke brister ordentligt og ægget derfor ikke frigives. Folliklen bliver ved med at vokse, og kvinden vil få stærke smerter indtil folliklen endelig degenerer af sig selv. I sjældne tilfælde kan sådan en cyste briste, og dermed bløde.